# 巴西三鰭鰨
巴西三鰭鰨為輻鰭魚綱鰈形目鰨亞目無臂鰨科的其中一種，分布於西大西洋蘇利南至巴西聖保羅半鹹水、海域，棲息深度可達16公尺，體長可達18公分，棲息在沿岸軟底質底層水域、潟湖、河口區，以底棲生物為食，生活習性不明。

## 扩展阅读
維基物種上的相關：巴西三鰭鰨